# علي المواش
علي إبراهيم المواش، توفي في 1971 ، عضو سابق في مجلس الأمة الكويتي.

## السيرة البرلمانية
شارك في انتخابات مجلس الأمة الكويتي 1963 في الدائرة التاسعة وحصل على المركز الثاني برصيد 650 صوت وفاز بالانتخابات ، وشارك في انتخابات مجلس الأمة الكويتي 1967 في الدائرة التاسعة وحصل على المركز الأول برصيد 951 صوت وفاز بالانتخابات ، وشارك في انتخابات مجلس الأمة الكويتي 1971 في الدائرة التاسعة وحصل على المركز الثالث برصيد 950 صوت وفاز بالانتخابات ، وتوفي وهو عضو في المجلس.